# Batalla de Okinawa
La batalla de Okinawa, cuyo nombre en clave fue Operación Iceberg, se libró en la isla de Okinawa, en las Islas Ryukyu y fue el mayor asalto anfibio en el Teatro del Pacífico. Se combatió durante 82 días, desde principios de abril hasta mediados de junio de 1945.
La batalla se ha denominado Tifón de Acero (en inglés: Typhoon of Steel), y Lluvia de acero (Tetsu no ame) o Viento violento de acero (Tetsu no Bofu) en japonés. Estas denominaciones se refieren a la ferocidad y brutalidad de los combates, la intensidad de los disparos, y la enorme cantidad de buques aliados y vehículos blindados que asaltaron la isla. La batalla resultó ser una de las que tuvo más víctimas, civiles y militares, en toda la campaña del Pacífico. La totalidad de los fallecidos supera el cuarto de millón. Cinco divisiones del XXIV Cuerpo de los Estados Unidos, la 7.ª, 27.ª, 77.ª, 81.ª y 96.ª, y dos divisiones de Marines, la 1.ª y 6.ª, combatieron en la isla, mientras que la 2.ª División de Marines se mantuvo en reserva y no se planteó que desembarcara. La invasión fue respaldada por fuerzas aéreas navales, anfibias y tácticas.
El objetivo principal de la operación fue apoderarse de la gran isla de Okinawa a sólo 550 km de distancia de Japón y dar un golpe moral al Japón. Después de una larga campaña de saltar entre islas (los estadounidenses la denominaban Island hopping), los Aliados se acercaron a Japón, y planearon usar Okinawa como base para las operaciones aéreas bajo el plan de invadir territorio japonés, cuyo nombre en clave era Operación Downfall. 
Finalmente, los bombardeos atómicos sobre Hiroshima y Nagasaki y la entrada soviética en la guerra provocarían la rendición de Japón tan sólo unas semanas después del fin de los combates en Okinawa.

## Orden de batalla

### Fuerzas terrestres
Las fuerzas terrestres estadounidenses se encuadraban dentro del Décimo Ejército, comandado por el teniente general Simón Bolívar Buckner, Jr.
El X Ejército estaba compuesto por dos cuerpos: el III Cuerpo Anfibio comandado por el general de división Roy Geiger, que se componía de la 1.ª y 6.ª División de Marines, y el XXIV Cuerpo bajo el mando del general de división John R. Hodge, que se componía de la 7.ª y 96.ª División de Infantería. La 2.ª División de Marines y el X Ejército también controlaba la 27.ª y 77.ª División de Infantería, en un principio se mantendrían en reserva. En total, el X Ejército contaba con más de 180 000 hombres, 102 000 del ejército y 81 000 del Cuerpo de Marines.
La fuerza japonesa (sobre todo defensiva) en la campaña se componía de unos 67 000 efectivos pertenecientes al 32.º Ejército y unos 9000 efectivos de la Armada Imperial Japonesa que se encontraban en la Base Naval de Oroku (sólo unos pocos cientos de los cuales habían sido entrenados y equipados para combate terrestre), apoyados por 39 000 habitantes de las Islas Ryūkyū (incluidos 24 000 reclutados apresuradamente para la milicia llamada Boeitai y 15 000 trabajadores no uniformados). Además de 1500 alumnos de escuelas secundarias organizados en primera línea del frente como Unidades de Voluntarios Hierro y Sangre (Iron and Blood Volunteer Units); 600 alumnas Himeyuri se organizaron en una unidad de enfermería. El 32.º Ejército inicialmente consistía en la 9.ª, 24.ª y 62.ª Divisiones y la 44.ª Brigada Mixta Independiente. La 9.ª División se trasladó a Taiwán antes de la invasión, dando lugar a un cambio en los planes defensivos japoneses. La resistencia primaria debería de ser en el sur, comandada por el teniente general Mitsuru Ushijima, su jefe de Estado Mayor, el teniente general Isamu Chō y su jefe de operaciones, coronel Hiromichi Yahara. Yahara abogó por una estrategia defensiva, y Chō por una ofensiva. En el norte, el coronel Udo Takehido estaba al mando. Las tropas de la Armada fueron lideradas por el contraalmirante Minoru Ōta.
Se esperaba que los estadounidenses desembarcaran de seis a diez divisiones para enfrentarse a las tres divisiones (una de ellas con sólo la mitad de efectivos).

### Fuerzas navales
A mediados de marzo la Armada de los Estados Unidos y sus aliados reunieron una flota compuesta por 330 buques de guerra y 1139 buques de transporte. Entre los buques de guerra se encontraban 12 portaaviones estadounidenses — Enterprise, Essex, Intrepid, Hornet, Franklin, Bunker Hill, Cowpens, San Jacinto, Savo Island, Petrof Bay, Sargent Bay y Steamer Bay—, 9 cruceros, 14 acorazados, y 12 destructores. El esfuerzo en la ofensiva de primavera de 1945 fue mucho mayor que el de la ofensiva de la primavera anterior en Europa, durante el desembarco de Normandía, donde los Aliados habían empleado 284 buques.
La mayoría de los aviones de caza, de los bombarderos en picado y de los aviones de ataque a tierra pertenecían a la Armada de los Estados Unidos, basados en los portaaviones. Los japoneses habían utilizado las tácticas kamikaze desde la Batalla del Golfo de Leyte (1944), pero por primera vez se convirtieron en una parte importante de la defensa. Entre el desembarco estadounidense del 1 de abril y el 25 de mayo, se produjeron siete ataques kamikaze, en los que se utilizaron más de 1500 aviones.
Aunque las fuerzas terrestres aliadas estaban compuestas enteramente por unidades estadounidenses, buques de la Flota Británica del Pacífico (BPF conocida en la Armada de los Estados Unidos como Task Force 57) proporcionarían aproximadamente un cuarto del poder naval y aéreo de los aliados (450 aviones). La TF 57 compuesta por una gran cantidad y variedad de buques, entre ellos 50 buques de guerra entre los que se encontraban los portaaviones Formidable, Illustrious, Indomitable y Victorious. Las  cubiertas de vuelo de los portaaviones británicos eran más pequeñas, lo que significaba que podían transportar menos aviones que un portaaviones estadounidenses, pero eran más resistentes a los ataques kamikaze. Aunque todos los portaaviones fueron proporcionados por el Reino Unido, el grupo era un combinado de la Mancomunidad de Naciones compuesta por unidades de la Marina Real Británica, Marina Real Canadiense, Marina Real Neozelandesa y Marina Real Australiana. Su misión era neutralizar los campos de aviación japoneses en la islas Sakishima y proporcionar cobertura aérea contra los ataques kamikaze japoneses.

## Batalla naval

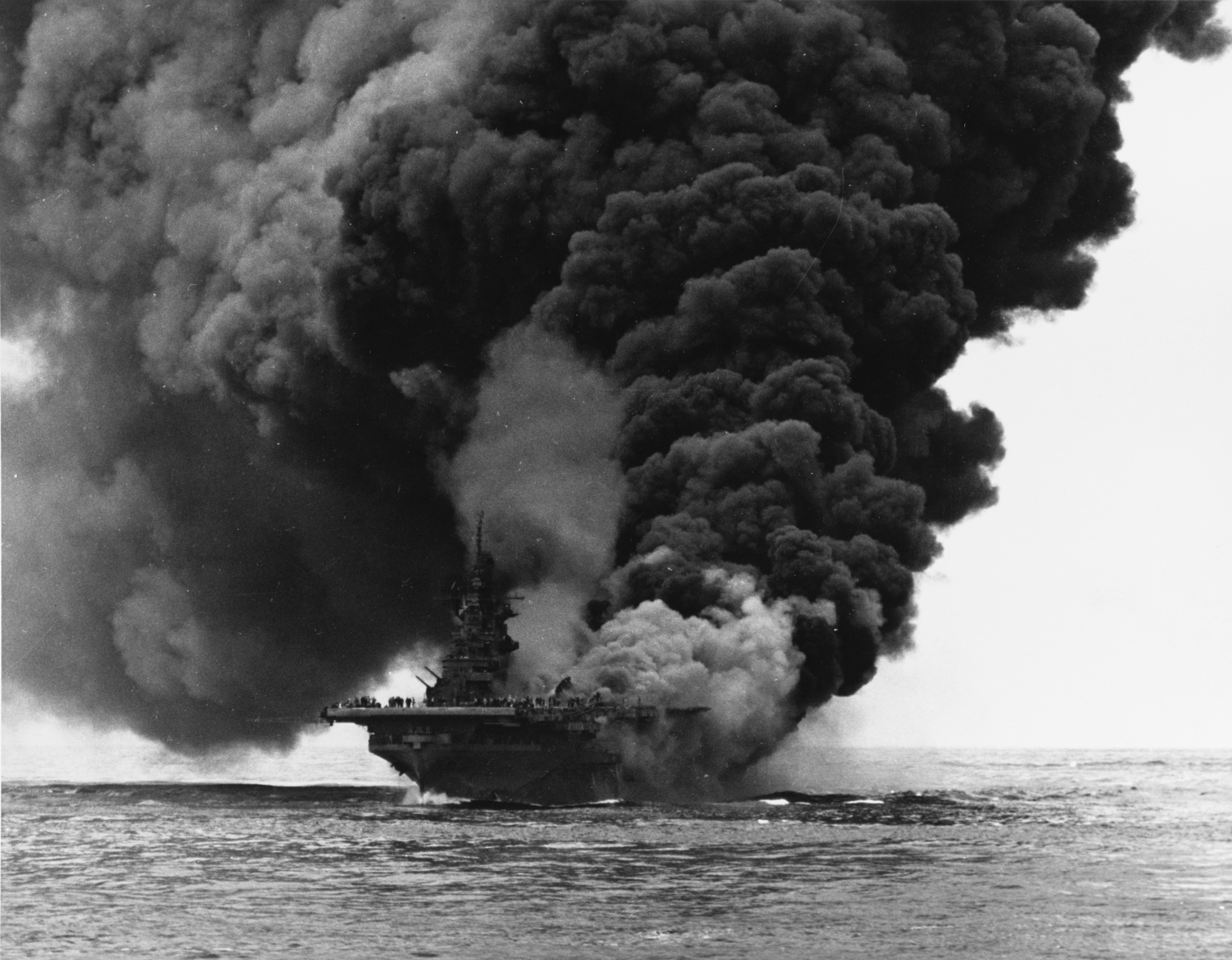
USS Búnker Hill en llamas, tras un ataque kamikaze japonés cerca de Okinawa, 11 de mayo de 1945.

A la Flota Británica del Pacífico se le asignó la tarea de neutralizar los aeródromos japoneses en las islas Sakishima, lo que hizo con éxito del 26 de marzo hasta el 10 de abril. El 10 de abril su atención se desplazó a los aeródromos en el norte de Formosa. La fuerza se retiró a la Bahía de San Pedro el 23 de abril. El 1 de mayo la Flota Británica del Pacífico volvió a la acción y atacó de nuevo los aeródromos. Los portaaviones sufrieron varios ataques de kamikazes, pero gracias a las cubiertas de vuelo blindadas, estos no sufrieron daños irreparables y solo experimentaron una breve interrupción en sus misiones.
En los tres meses de batalla de Okinawa, los japoneses volaron en 1900 misiones kamikaze, hundiendo a docenas de barcos aliados y matando a más de 5000 marineros estadounidenses, al precio de 1465 aviones kamikaze perdidos (otros 2200 aviones japoneses y 763 aviones de estadounidenses también fueron destruidos, incluso durante la batalla en tierra). Los buques que se perdieron fueron los más pequeños, en particular los destructores de la primera línea de defensa, así como destructores de escolta y buques de desembarco. Si bien los aliados no perdieron ninguno de sus portaaviones, algunos de ellos resultaron severamente dañados. Lanchas motoras con base en tierra también fueron utilizadas en los ataques suicidas de los japoneses. La prolongada duración de la campaña bajo condiciones de estrés forzó al almirante Chester W. Nimitz a dar un paso sin precedentes: se relevó a los principales comandantes navales para que pudieran descansar y recuperarse. La flota cambió su denominación con el relevo de los comandantes navales; así había comenzado la campaña como Quinta Flota de los Estados Unidos, comandada por el almirante Raymond Spruance, y la finalizó como Tercera Flota de los Estados Unidos comandada por el almirante William F. Halsey.

### Operación Ten-Go
La Operación Ten-Gō (del japonés Kyūjitai: 天號作戰, Shinjitai: 天号作戦 ten-gō sakusen) también llamada como Ten-ichi-gō (Operación Cielo Uno) fue la última operación naval japonesa en la Guerra del Pacífico durante la Segunda Guerra Mundial. En abril de 1945 el acorazado Yamato, comandado por el almirante Seiichi Itō, junto con otros nueve buques de guerra japoneses, recibieron la orden de realizar un ataque suicida contra los aliados.
El Yamato y otros buques, de la Operación Ten-Go fueron descubiertos por submarinos poco después de salir de aguas japonesas, y atacados por aviones embarcados en los portaaviones estadounidenses.
Bajo el ataque de más de 300 aviones en un lapso de dos horas, el mayor acorazado del mundo se hundió el 7 de abril de 1945, mucho antes de que pudiera llegar a Okinawa.
Los pilotos de los torpederos estadounidenses habían sido instruidos para atacar de forma eficaz, lanzando sus torpedos preferentemente a la proa o la popa, donde el blindaje se creía que era más delgado. Además del Yamato, el crucero ligero Yahagi, y cuatro de los ocho destructores también fueron hundidos. 
En total, la Armada Imperial Japonesa perdió unos 3700 marineros, incluyendo al almirante Itō, a un precio de solo diez aviones estadounidenses y 12 aviadores fallecidos.

## Batalla terrestre

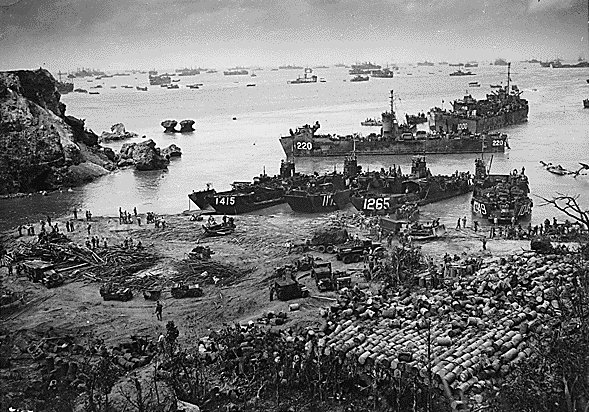
Desembarco estadounidense en Okinawa, el 13 de abril de 1945.

Los primeros desembarcos se produjeron el 26 de marzo de 1945 cuando tropas de la 77.ª División de Infantería desembarcaron en las islas Kerama a unos 32 km al suroeste de las playas principales de Okinawa. Tras cinco días de combates la isla fue declarada segura. El 31 de marzo marines del Batallón de Reconocimiento y soldados de la 77.ª División desembarcaron sin oposición en la isla Keise Shima, a solo 16 km al oeste de la capital de Okinawa, Naha; la isla sería utilizada como base principal de la artillería pesada.

### Norte de Okinawa
El desembarco fue realizado por XXIV Cuerpo y III Cuerpo Anfibio en las playas Hagushi en la costa oeste de Okinawa el Día-L 1 de abril de 1945, que era a la vez el domingo de Pascua y el día de las bromas de abril.
A las 08:30 horas 4 divisiones estadounidenses, la 7.ª y 96.ª de Infantería y la 1.ª y 6.ª de Marines, comenzaron el desembarco. En apenas una hora y sin oposición, 16 000 hombres ya habían llegado a tierra. Al caer la noche la cifra alcanzó los 60 000.
La 2.ª División de Marines realizó una distracción frente a las playas de Minatoga en la costa sureste para confundir a los japoneses sobre las intenciones estadounidenses y evitar que los defensores se movieran de allí.
El X Ejército se extendió por todo el centro-sur de la isla con relativa facilidad, capturando las bases aéreas de Kadena y Yomitan. A la luz de la débil oposición, el general Buckner decidió proceder inmediatamente con la segunda fase de su plan: la toma del norte de Okinawa. La 6.ª División de Marines encabezó el ataque en el istmo de Ishikawa. El terreno era montañoso y boscoso, con las defensas japonesas concentradas en Yae-Take, una masa retorcida de crestas rocosas y barrancos en la península de Motobu. Hubo fuertes enfrentamientos antes de que despejaran la península el 18 de abril. Los marines de la 6.ª División recorrieron 135 km, apoderándose de 1129 km². Las bajas japonesas fueron más de 2500 muertos y 46 prisioneros, las bajas de los marines fueron 236 muertos, 1061 heridos y 7 desaparecidos.
Mientras tanto, el 16 de abril la 77.ª División de Infantería atacó Ie Shima, una pequeña isla en el extremo occidental de la península. Hubo fuertes enfrentamientos antes de que Ie Shima fuera declarada asegurada el 24 de abril y fuera convertida en otra base aérea para las operaciones contra el Japón.

### Sur de Okinawa

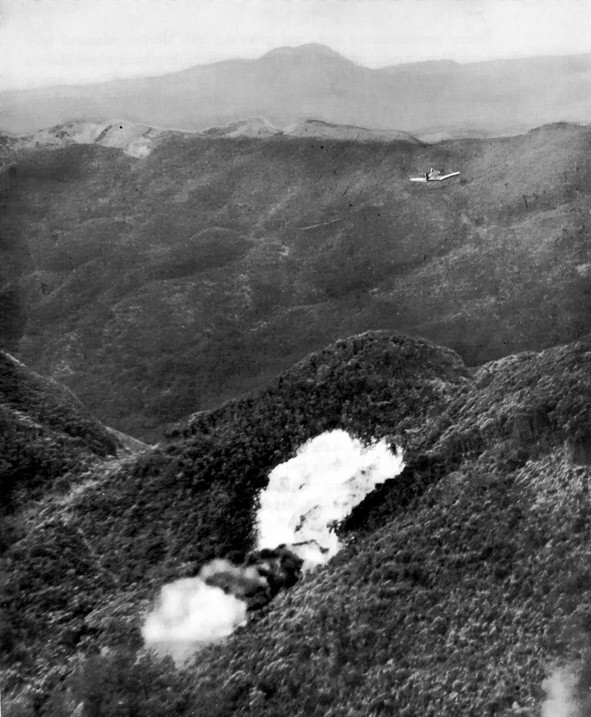
Bombardeo efectuado por un F4U Corsair de los marines.

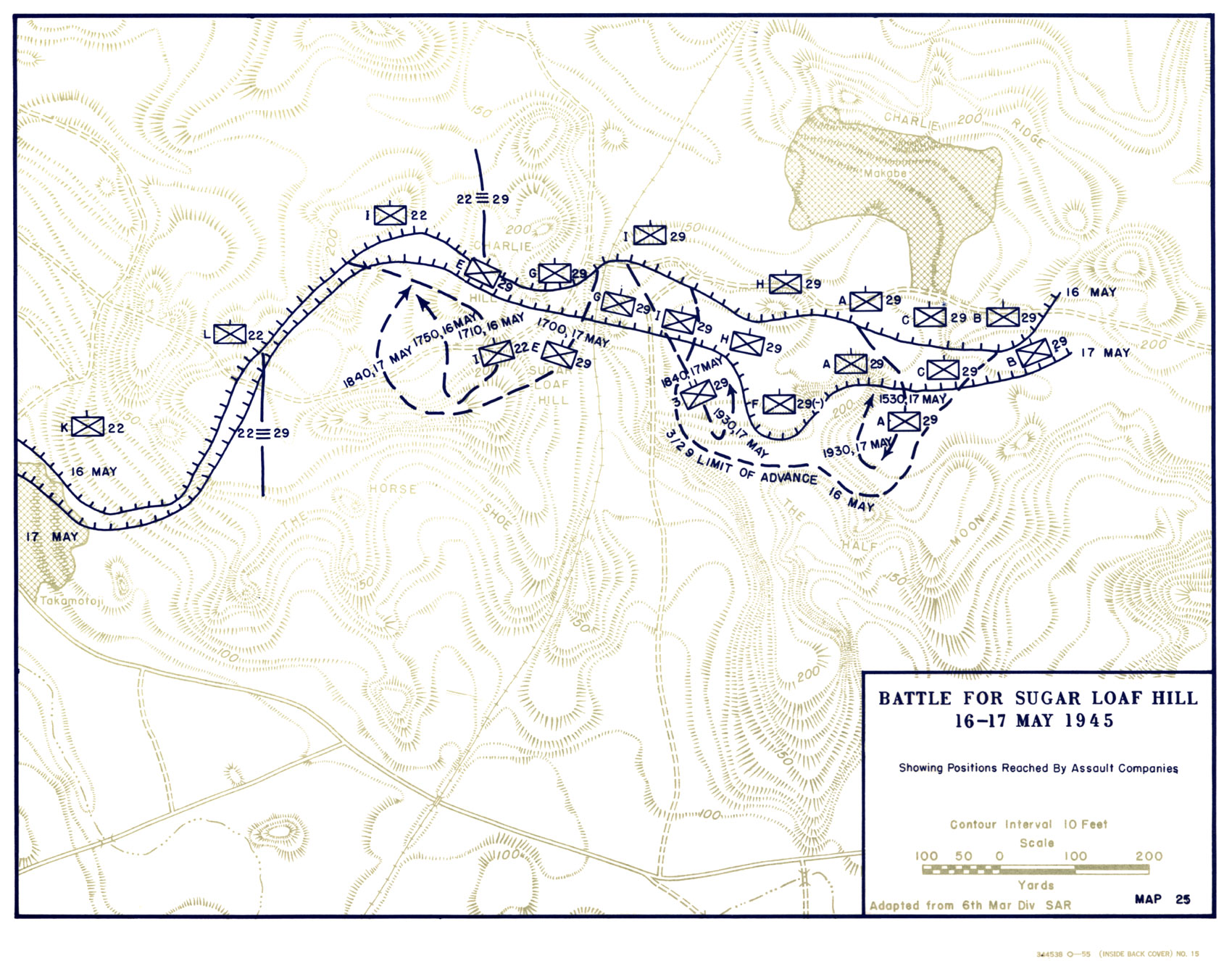
Mapa de la batalla de Sugar Loaf Hill.

Mientras los marines despejaban el norte de Okinawa, el general Simón Bolívar Buckner, Jr. ordenó al XXIV Cuerpo dirigirse hacia el sur a través de la estrecha cintura de Okinawa. La 96.ª División de Infantería encontró fuerte resistencia por parte de las tropas japonesas en las cordilleras de Kakazu, en esa zona, el 383.º Regimiento trató de controlar una serie puestos fortificados al este de la carretera N.º 1 y a unos 8 km al noroeste de Shuri, un punto que llegó a ser conocido como Cactus Ridge El 7 de abril la cima de la montaña ya estaba en manos de los estadounidenses, aunque se proseguirían los enfrentamientos hasta mediados de abril.
El siguiente objetivo de los aliados, era Kakazu Ridge, dos colinas que formaban parte de las defensas exteriores de Shuri. Con el asalto estadounidense contra Kakazu Ridge estancado, el general Ushijima, influenciado por el general Chō, decidió pasar a la ofensiva. Chō envió a seis batallones para llevar a cabo su plan de atravesar las defensas estadounidenses y alcanzar su retaguardia hasta llegar a unos 6 km del aeródromo de Kadena. Después de un feroz combate cuerpo a cuerpo los atacantes se retiraron, solo para repetir su ofensiva la noche siguiente. El 14 de abril la contraofensiva japonesa fue definitivamente rechazada.
La 27.ª División de Infantería, que había desembarcado el 9 de abril, se hizo cargo del flanco derecho, a lo largo de la costa oeste de Okinawa. Acorazados, cruceros y destructores realizaron el bombardeo, que fue seguido por 650 aviones de la Armada y de los Marines, que atacaron las posiciones enemigas con napalm, cohetes, bombas y ametralladoras.
Los tanques lograron avanzar flanqueando Kakazu Ridge, pero no pudieron conectar con la infantería que intentaba cruzar la cresta; sin este apoyo fueron destruidos 22 tanques. Aunque tanques lanzallamas despejaron muchas cuevas, no se registró ningún avance significativo, y el XXIV Cuerpo sufrió más de 720 bajas entre muertos, heridos o desaparecidos. Las pérdidas podrían haber sido mayores de no ser por el hecho de que los japoneses tenían la práctica totalidad de sus reservas de infantería más al sur, donde los marines de la 2.ª División volvieron a realizar distracciones frente a las playas de Minatoga que coincidieron con el ataque.
El 4 de mayo, el 32.º Ejército lanzó una nueva contraofensiva. Esta vez Ushijima intentó desembarcar tras las líneas estadounidenses. Para el apoyo de su ofensiva, la artillería japonesa salió al exterior. De esta manera fueron capaces de disparar unas 13 000 salvas para apoyar el avance, pero el fuego de la artillería estadounidense destruyó 19 piezas de artillería ese mismo día y 40 más en los siguientes dos días. El ataque fue un completo fracaso.
Tras diez días de intensos combates, el 13 de mayo, las tropas de la 96.ª División de Infantería y el 763.º Batallón de Tanques capturaron Conical Hill, una colina 145 m por encima de la llanura costera de Yonabaru, al este de las principales defensas japonesas que estaba defendida por unos 1000 soldados de la infantería japonesa. Mientras tanto, en la costa opuesta, la 6.ª División de Marines combatía por Sugar Loaf Hill. Con la captura de estas dos posiciones claves, los japoneses estarían expuestos a ambos lados del Shuri. El general Buckner quería envolver Shuri y cerrar en la trampa a la principal fuerza japonesa de defensa.

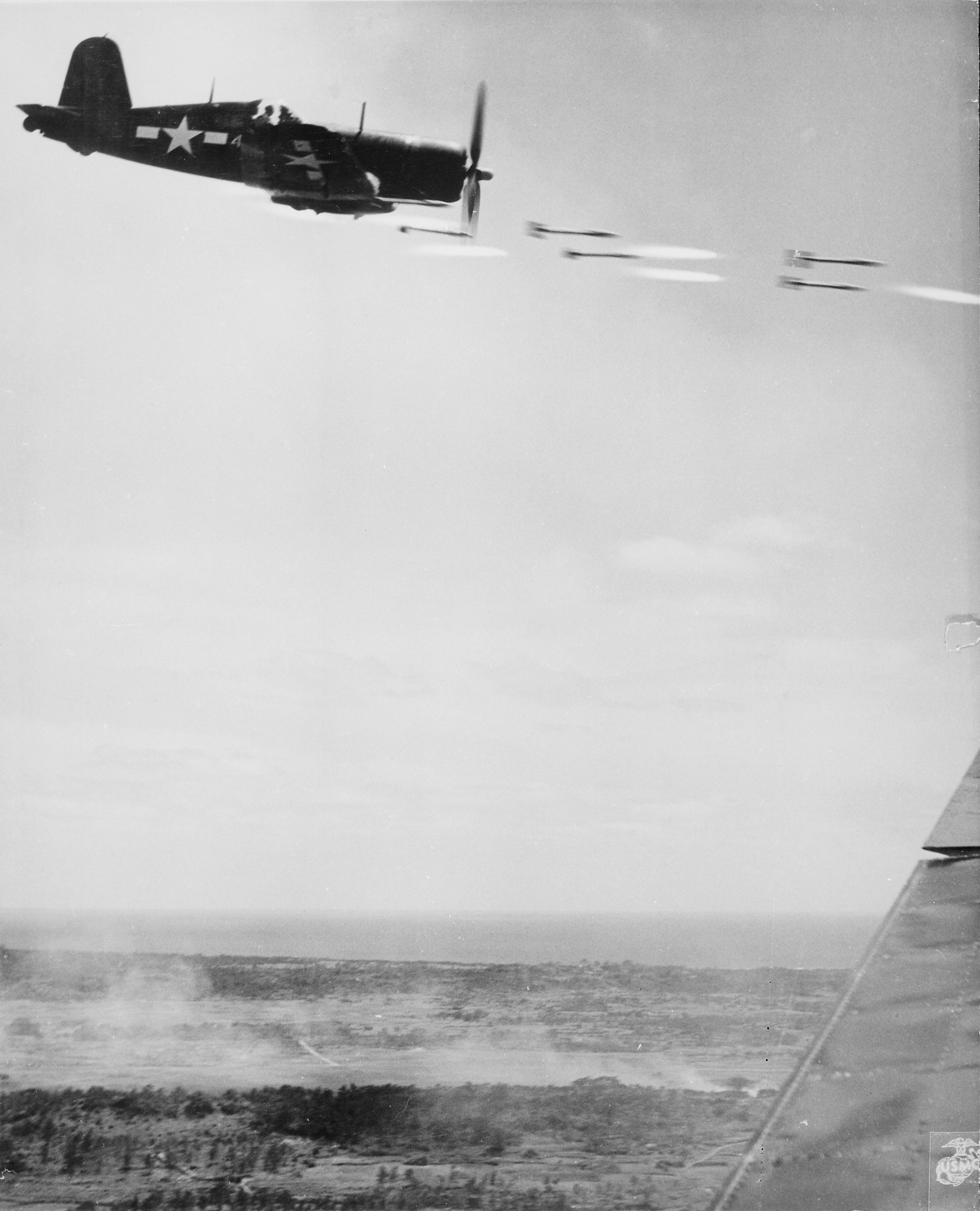
Un Corsair estadounidense disparando sus cohetes sobre posiciones japonesas en Okinawa

A finales de mayo las lluvias producidas por el monzón convirtieron los caminos en zonas pantanosas, agravando la situación. El avance en tierra empezó a parecerse a los campos de batalla de la Primera Guerra Mundial. Las tropas vivían en campos, empapados por la lluvia y rodeados de basura y cementerios. Los cuerpos de los japoneses sin enterrar se hundían en el barro. Cualquier persona que se deslizara por las laderas podría encontrar fácilmente los bolsillos llenos de gusanos al final del viaje.
El 29 de mayo los marines de la 1.ª División capturaron el castillo Shuri, y el 31 de mayo la 77.ª División entraba en la ciudad. Estas acciones no llevarían consigo el final de los combates, pues a los estadounidenses les costaría más de tres semanas poner fin a toda resistencia organizada. Los japoneses apoyados por fuego de artillería frenaron el avance de los estadounidenses y dieron la oportunidad al resto del 32.º Ejército de escapar. Establecerían una nueva línea de defensa en la cordillera-Dake Yaeju. Después de varios días de una lucha encarnizada, los japoneses fueron empujados hacia el extremo sur de la isla.
El 18 de junio, el general Simón Bolívar Buckner murió por fuego de artillería enemiga durante el seguimiento de los progresos de sus tropas en el frente de batalla. Buckner fue sustituido por el general Roy Geiger. Al asumir el mando, Geiger se convirtió en el único marine en comandar un Grupo de ejército del Ejército de los Estados Unidos en combate. Fue relevado del mando cinco días después por el general Joseph Stilwell. La isla cayó el 21 de junio de 1945, aunque algunos japoneses siguieron luchando.
Ushijima y Chō se suicidaron haciéndose el haraquiri en su cuartel general en la colina 89 en las últimas horas de la batalla. Al coronel Yahara se le ordenó que tratara de llegar a Japón y presentara un informe al cuartel Imperial Japonés sobre la estrategia empleada en Okinawa. La misión fracasó cuando fue capturado por tropas estadounidenses mientras se hacía pasar por civil. Yahara fue el oficial de mayor rango de los que sobrevivieron a la batalla en la isla.

## Víctimas

### Bajas militares

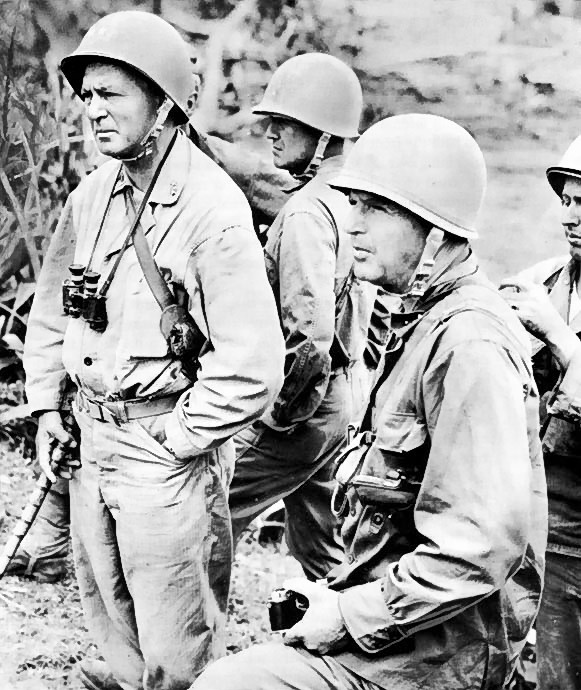
Simón Bolívar Buckner, Jr., comandante general del X Ejército, una de las numerosas bajas de los estadounidenses.

Las pérdidas de EE. UU. fueron más de 50 000 soldados, de los cuales más de 12 000 murieron o fueron dados por desaparecidos. Esto hizo que fuera la batalla más sangrienta de las fuerzas estadounidenses en la guerra del Pacífico. Una de las víctimas más famosas fue el corresponsal de guerra Ernie Pyle, que murió por heridas de bala en Ie Shima. Las fuerzas de EE. UU. sufrieron a su vez la más alta tasa de bajas por fatiga de combate durante toda la guerra, con unos 20 000 soldados retirados debido a la crisis nerviosa.
La decisión del general Simón Bolívar Buckner, Jr. de atacar las defensas japonesas fue muy costosa en vidas estadounidenses, aunque finalmente se cumplió el objetivo. Cuatro días antes de finalizar la campaña, el general Buckner murió por causa del fuego de artillería enemiga, mientras inspeccionaba a sus tropas en la línea del frente. Fue el oficial estadounidense de más alto rango muerto en combate durante la guerra. Al día siguiente, un segundo general, el general de brigada Claudio M. Easley, murió por causa del fuego enemigo.
En el mar 368 barcos aliados (entre ellos 120 embarcaciones anfibias) fueron dañados, mientras que otros 28, incluyendo 15 buques anfibios y 12 destructores, fueron hundidos durante la campaña de Okinawa. Las bajas de la Armada de Estados Unidos fueron de 4907 muertos y 4874 heridos, principalmente por los ataques kamikaze. Los japoneses perdieron 16 barcos, incluyendo el acorazado Yamato.
En tierra las fuerzas de estadounidenses perdieron al menos 225 tanques y muchos LVTs, mientras que eliminaron 27 tanques japoneses y 743 piezas de artillería (incluidos los morteros, obuses y cañones antiaéreos), algunos de ellos destruidos por el bombardeo aéreo y naval, pero la mayoría de ellos destruidos por la artillería de las tropas estadounidenses.
Las bajas japonesas fueron de más de 107 000 muertos y se capturaron unos 7400 combatientes. Algunos de los soldados se suicidaron siguiendo el ritual seppuku, o se inmolaron al estallar las granadas de mano que portaban. Se calcula que un número elevado de soldados japoneses pudieron perecer dentro de las cuevas, cuando los estadounidenses las sellaban.
Esta fue también la primera batalla de la guerra en la que miles de japoneses se convirtieron en prisioneros de guerra. Muchos de los prisioneros japoneses de Okinawa eran indígenas que no estaban imbuidos en la doctrina del ejército japonés de luchar hasta morir y no rendirse. Cuando las fuerzas estadounidenses ocuparon la isla los japoneses cogieron la ropa de los civiles para evitar su captura, y los habitantes de Okinawa ayudaron a los estadounidenses al ofrecer una forma sencilla de detectar japoneses en la clandestinidad. El idioma de Okinawa es muy diferente de la lengua japonesa, y en presencia de los estadounidenses, los habitantes de Okinawa interrogaban a los prisioneros en el idioma local: los que no lo entendían se consideraron soldados japoneses.

### Bajas civiles

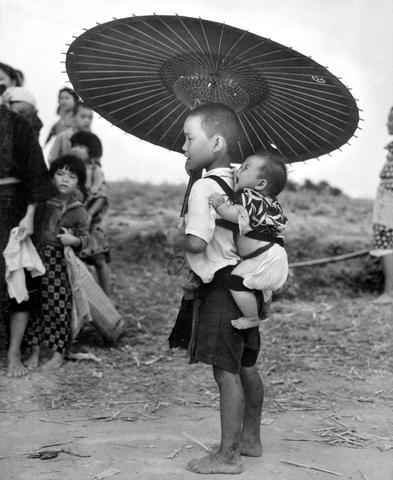
Civiles en Okinawa.

En algunas batallas, como en la batalla de Iwo Jima no hubo bajas civiles, pero Okinawa tenía una elevada población civil indígena y según diversas estimaciones, uno de cada tres o uno de cada diez civiles murió durante la batalla. Las pérdidas civiles en la campaña de Okinawa se calculan entre 42 000 y 150 000 muertos (más de 100 000 según la Prefectura de Okinawa) La cifra que barajó el ejército estadounidense fue de 142 058 víctimas civiles, incluyendo a aquellos que murieron por fuego de artillería, ataques aéreos y al servicio del Ejército Imperial Japonés.
Durante la batalla los soldados estadounidenses encontraron que se hacía difícil distinguir a los civiles de los soldados. Se convirtió en rutina para los soldados de disparar contra las casas de Okinawa; como un soldado de infantería escribió: «Nos disparaban desde un número pequeño de casas, pero las otras probablemente estaban ocupadas por los civiles, y no nos importaba. Fue terrible lo de no distinguir entre el enemigo y las mujeres y los niños. Los estadounidenses siempre hemos tenido gran compasión, especialmente para los niños. Ahora nosotros disparábamos de forma indiscriminada».
En su historia de la guerra el Museo Conmemorativo de la Paz de la Prefectura de Okinawa presenta a Okinawa como atrapada en los enfrentamientos entre Estados Unidos y Japón.
Militares japoneses confiscaron la comida de los okinawenses y ejecutaron a los que la escondían, un hecho que condujo a la inanición entre la población, y obligó a los civiles a salir de sus refugios. También los soldados japoneses mataron a unos 1000 habitantes de Okinawa que todavía hablaban un dialecto local diferente con el fin de suprimir el espionaje.
El museo escribe que «muchos fueron destrozados por proyectiles, otros que se encontraba en una situación desesperada fueron conducidos al suicidio, algunos murieron de hambre o sucumbieron a la malaria, mientras que otros fueron víctimas de la tropas japonesas en retirada».

#### Violaciones
La violación de civiles en Okinawa fue un acto en el que intervinieron soldados de los dos bandos; las violaciones de civiles por parte de los japoneses se convirtió en una rutina una vez que quedó claro que habían sido derrotados. Un historiador ha calculado que soldados de Estados Unidos cometieron más de 10 000 violaciones durante la campaña de tres meses. El New York Times publicó en el año 2000 que en el pueblo de Katsuyama la población civil formó grupos de vigilantes para emboscar y matar a un grupo de soldados estadounidenses que violaban a las chicas locales. Oficiales del Cuerpo de Marines en Okinawa y Washington han declarado «que no sabían que se hubieran cometido violaciones por soldados estadounidenses en Okinawa y en sus registros no consta que los marines cometieran ningún crimen de guerra». El historiador George Feifer, sin embargo, escribe «que la violación en Okinawa era otro de los secretos sucios de la campaña en la que la crónica militar estadounidense era ignorar los crímenes. Pocas mujeres de Okinawa quedaron embarazadas, ya que el estrés y la mala alimentación condujo a que la mayoría no fueran fértiles. Muchas de las que se quedaron embarazadas abortaron antes de que sus maridos y padres regresaran. Un número más pequeño de los recién nacidos engendrados por los estadounidenses fueron ahogados».

#### Suicidios
Con la inminente victoria de las tropas estadounidenses se produjeron suicidios en masa por parte de la población civil. Los soldados japoneses dijeron a los habitantes de la isla que los estadounidenses cometerían todo tipo de barbaridades contra la población. Ryūkyū Shimpō, uno de los dos periódicos principales de Okinawa, escribió en 2007: «Muchos habitantes de Okinawa han testificado que el ejército japonés directamente les obligó a suicidarse. También hay personas que han manifestado que les fueron entregadas granadas por los soldados japoneses para auto-inmolarse». Algunos civiles, después de haber sido adoctrinados por la propaganda japonesa, creyeron que los soldados de EE. UU. eran unos bárbaros que cometerían horribles atrocidades. En consecuencia se suicidaron y mataron a sus familias para evitar ser capturados. Muchos de ellos se arrojaron desde los acantilados donde actualmente está situado el Museo de la Paz.
A pesar de las advertencias de que serían objeto de violaciones, torturas o asesinatos a manos de los estadounidenses los habitantes de Okinawa se sorprendieron con frecuencia por el trato humano que recibieron del enemigo. De acuerdo con el libro Islands of Discontent: Okinawan Responses to Japanese and American Power de Mark Selden, los estadounidenses no aplicaron una política de torturas, violaciones y asesinatos de civiles como los militares japoneses habían advertido. Un traductor nipoestadounidense del Servicio de Inteligencia Militar estadounidense, Teruto Tsubota, convenció a cientos de civiles de que no se suicidaran.

## Consecuencias

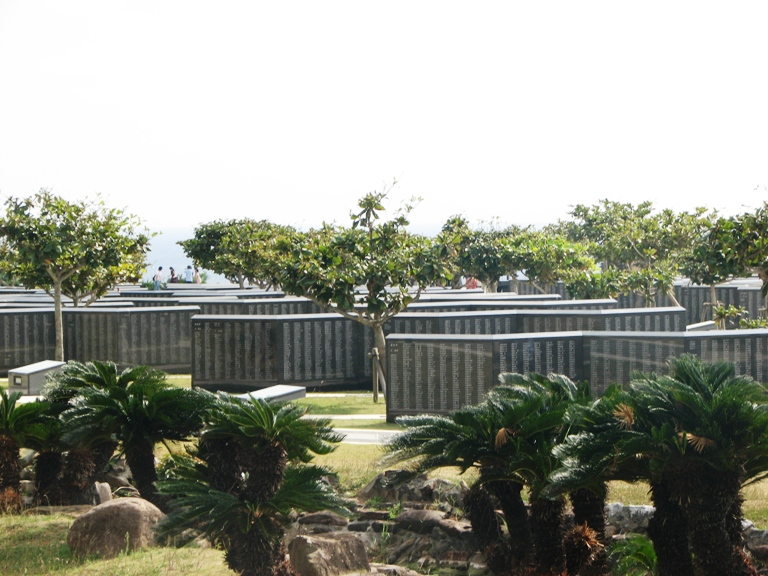
Monumento memorial llamado "Memorial Cornerstone of Peace" (Piedra angular de la paz).

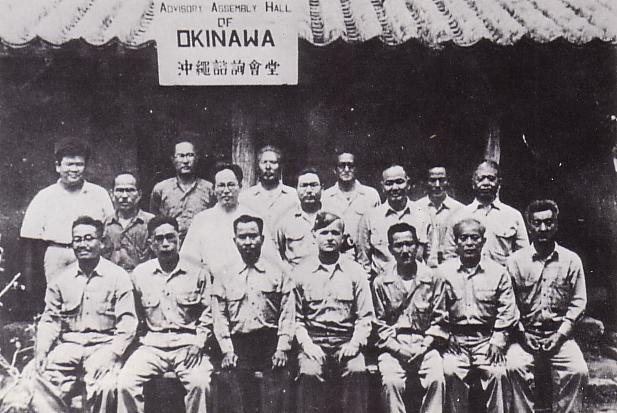
Miembros del Okinawa Advisory Council.

El noventa por ciento de los edificios en la isla resultaron totalmente destruidos.
El valor militar de Okinawa superó todas las expectativas. La isla se convirtió en un puerto para la flota estadounidense, área de tránsito para las tropas y aeródromo en las proximidades de Japón. Finalizada la campaña, los EE. UU. pusieron en marcha la Operación Zebra, que consistía en la retirada de las minas en las aguas próximas a Okinawa, ocuparon Okinawa, y establecieron la Administración Civil de Estados Unidos de las Islas Ryukyu, una forma de gobierno militar. A día de hoy un número importante de tropas estadounidenses se encuentran estacionadas en la isla, y Kadena sigue siendo la mayor base aérea de Estados Unidos en Asia.
Algunos historiadores militares creen que Okinawa condujo directamente a los bombardeos atómicos sobre Hiroshima y Nagasaki, como medio de evitar la invasión terrestre del territorio japonés. Uno de estos historiadores es Víctor Davis Hanson, que lo declara explícitamente en su libro Ripples of Battle:

... porque la defensa de Okinawa por parte de los japoneses, incluyendo a los propios nativos, fue feroz, y porque las bajas estadounidenses eran elevadas, muchos estrategas estadounidenses buscaron una alternativa para lograr la rendición de los japoneses que no fuera una invasión directa. Una de las alternativas era el lanzamiento de las bombas atómicas, se trabajó admirablemente para convencer a los japoneses a pedir la paz. Irónicamente, los estadounidenses estaban convencidos de que los bombardeos de las principales ciudades japonesas (que habían estado sucediendo meses antes de la invasión de Okinawa) eran mucho más eficaces a la hora de causar bajas en la población civil que las bombas atómicas, y si continuaban y ampliaban los bombardeos, los japoneses se habrían rendido probablemente de todos modos. Sin embargo, las bombas fueron una potente exhibición simbólica del poder estadounidense, lo que llevó a cabo la capitulación de los japoneses, obviando la necesidad de una invasión.

En 1945, Winston Churchill la llamó «la batalla entre las más intensas y famosas en la historia militar».
En 1995, el gobierno de Okinawa erigió un monumento llamado Cornerstone of Peace en Mabuni, el lugar de los últimos combates, en el sureste de Okinawa. El monumento muestra todos los nombres conocidos de los que murieron en la batalla, civiles y militares, japoneses y extranjeros. En junio de 2008 contenía 240 734 nombres.

## Importancias
Hay discrepancias importantes en curso entre el gobierno local de Okinawa y el gobierno nacional de Japón sobre el papel de los militares japoneses en los suicidios en masa de civiles durante la batalla. En marzo de 2007 las autoridades nacionales del Ministerio de Educación, Cultura, Deportes, Ciencia y Tecnología de Japón (MEXT) recomendaron a los editores de libros de texto a expresar en otras palabras las órdenes dadas por el Ejército Imperial Japonés en las que se forzaba a los civiles a quitarse la vida para no ser hechos prisioneros por los militares estadounidenses. El MEXT proponía que se dijera, que los civiles solo recibieron granadas de mano de los militares japoneses.[cita requerida]
Este hecho provocó protestas generalizadas entre los habitantes de Okinawa. En junio de 2007 la Okinawa Prefectoral Assembly aprobó una resolución declarando, «Hacemos un firme llamamiento al gobierno (nacional) a que se retracte de las instrucción dadas a los editores de libros de texto y que restablezca de inmediato la designación en los libros de texto para que la verdad de lo ocurrido durante la Batalla de Okinawa será transmitida correctamente y otra trágica guerra nunca vuelva a suceder».
El 29 de septiembre de 2007 alrededor de 110 000 personas realizaron el mayor acto político en la historia de Okinawa para exigir al MEXT que se retractase de pedirle a los editores de libros de texto la revisión de las declaraciones sobre los suicidios de los civiles. La resolución declaró: «Es un hecho innegable que el suicidio múltiple no habría ocurrido sin la participación de los militares japoneses y cualquier supresión o revisión es una negación y una distorsión de los muchos testimonios de las personas que sobrevivieron a los incidentes».
El 26 de diciembre de 2007, el MEXT admitió parcialmente el papel de los militares japoneses en los suicidios en masa de los civiles. El Consejo de autorización de libros de texto permitió a los editores restablecer la referencia, «que la población se vio obligada por el ejército japonés a suicidarse en masa. Se puede decir que desde el punto de vista de los residentes de Okinawa, estos se vieron obligados a los suicidios en masa», declaró el informe del Consejo. Esto no fue suficiente para los sobrevivientes, que dijeron que era importante para los niños de hoy saber lo que realmente sucedió.
El escritor Kenzaburō Ōe ganador del Premio Nobel escribió un libro en el que precisa que la orden de los suicidios en masa fue dada por los militares durante la batalla. Fue demandado por los revisionistas, entre ellos un comandante japonés que participó en la Segunda Guerra Mundial, y que quería impedir la publicación del libro. En una audiencia judicial el 9 de noviembre de 2007, Ōe testificó: «Los suicidios en masa, a los que fueron obligados los habitantes de Okinawa, son el resultado de una jerarquía social y estructural japonesa que funcionaba en el Estado japonés, las fuerzas armadas y las guarniciones locales». El 28 de marzo de 2008, la Corte de la Prefectura de Osaka falló a favor de Ōe diciendo: «Se puede decir que los militares estaban profundamente implicados en los suicidios en masa». El tribunal reconoció la participación del ejército en los suicidios en masa y el asesinato-suicidio, citando el testimonio acerca de la distribución de granadas a los civiles para que se suicidaran, por parte de soldados y el hecho de que los suicidios en masa no se registraron en las islas donde los militares no estaban estacionados.